# 멀리사 리오
멀리사 리오(Melissa Leo, 1960년 9월 14일 ~ )는 미국의 배우이다. 《파이터》(2010)로 2011년 제83회 아카데미상 여우조연상을 받았다. 2023년 현재까지 프라임타임 에미상, 골든 글로브상, 미국 배우 조합상을 각각 한 번씩, 크리틱스 초이스 영화상을 두 번 수상했다.

## 출연 작품

### 영화
- 스트리트 워킹 (1985)
- 데드타임 스토리스 (1986)
- 데스티니 (1988)
- 21그램 (2003)
- 숨바꼭질 (2005)
- 멜키아데스 에스트라다의 세번의 장례식 (2005)
- 미드나잇 선 (2007)
- 참을 수 없는 사랑 (2007)
- 미스터 우드콕 (2007)
- 프로즌 리버 (2008)
- 알파벳 킬러 (2008)
- 의로운 살인 (2008)
- 그레타 (2009)
- 베로니카, 죽기로 결심하다 (2009)
- 에브리바디스 파인 (2009)
- 웰컴 투 마이 하트 (2010)
- 파이터 (2010)
- 컨빅션 (2010)
- 거친 녀석들: 거침없이 쏴라 (2011)
- 플라이트 (2011)
- 백악관 최후의 날 (2013)
- 오블리비언 (2013)
- 버틀러: 대통령의 집사 (2013)
- 프리즈너스 (2013)
- 찰리 컨트리맨 (2013)
- 앵그리스트 맨 (2014)
- 더 이퀄라이저 (2014)
  - 더 이퀄라이저 2 (2018)
- 빅쇼트 (2015)
- 런던 해즈 폴른 (2016)
- 스노든 (2016)
- 수녀 수련 기간 (2017)
- 썬더 포스 (2021)
- 아이다 레드 (2021) - 아이다 워커 역